# HD139111
HD139111 — хімічно пекулярна зоря спектрального класу
A6 й має видиму зоряну величину в смузі V приблизно  9,5.